# Britannia (personificazione)

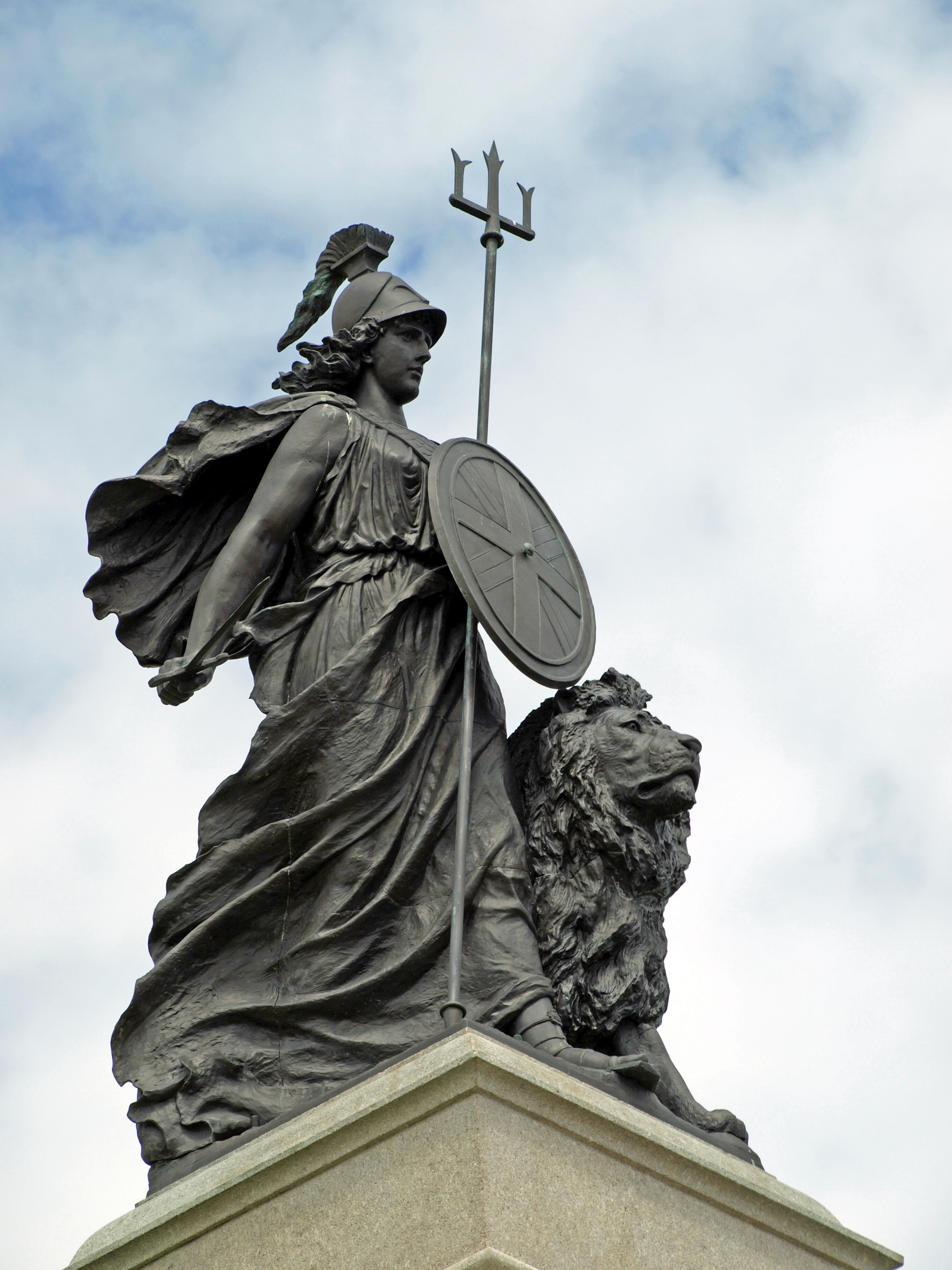
Una statua della Britannia a Plymouth.

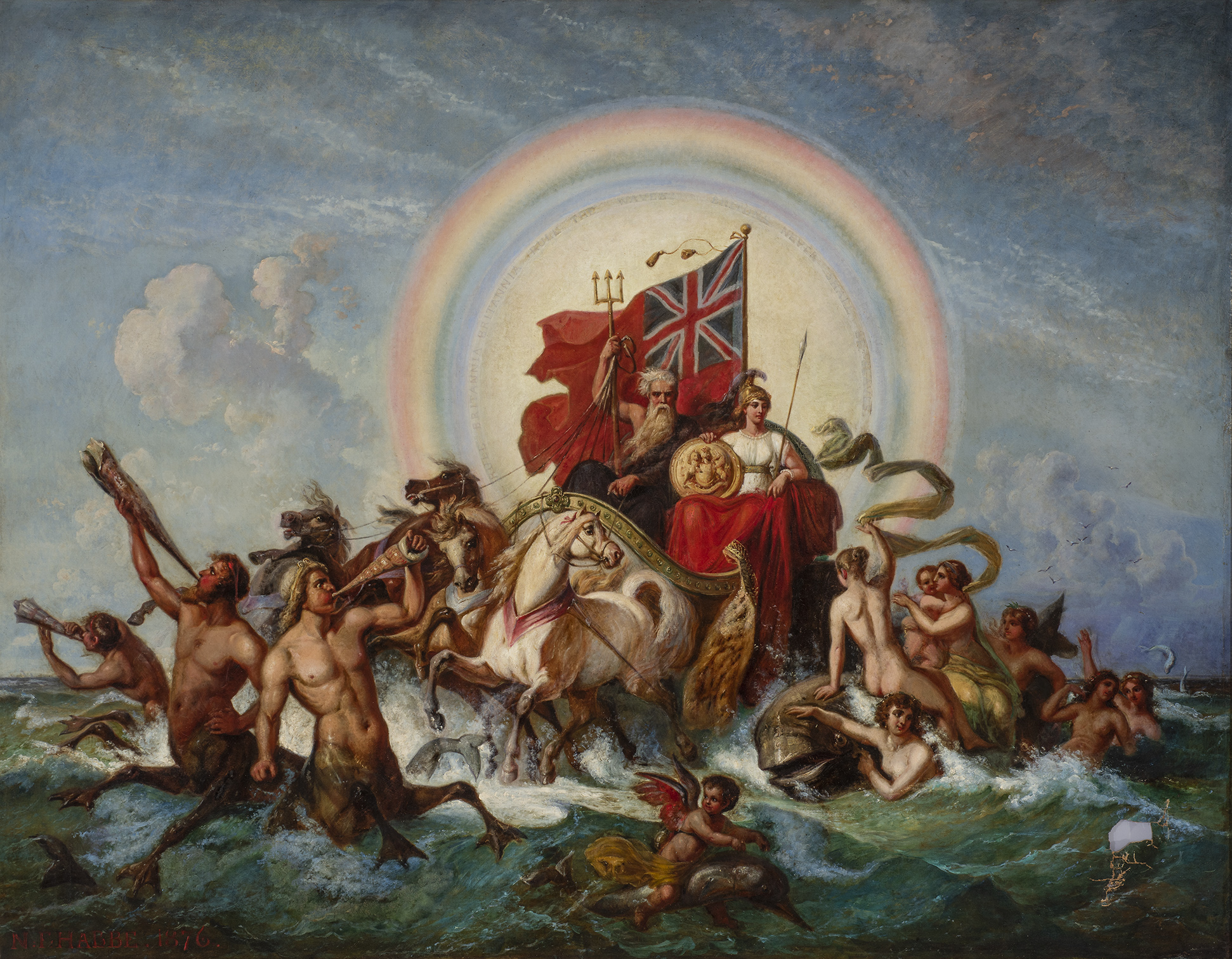
Britannia e Nettuno

La Britannia è la personificazione allegorica femminile della Gran Bretagna, dell'Impero britannico o del Regno Unito, proprio come l'Italia turrita per la Repubblica italiana o la Marianne per la Repubblica francese.

## Storia
Questa personificazione della Gran Bretagna inizia nell'antichità greca e poi romana, dove Britannia era anche il nome di una divinità locale.

## Rappresentazione
La Britannia è solitamente accompagnata da un leone e rappresentata da una donna che indossa un elmo e un'arma di un tridente e di uno scudo. Il paesaggio sullo sfondo è spesso un mare.
Questa immagine può essere trovata su alcune monete britanniche recenti, come la moneta 50 pence fino al 2008 e, dal 2015, la moneta da 2 sterline. Tuttavia la prima rappresentazione della Britannia su una moneta risale al 1672.